# Guaranty Trust Bank
Guaranty Trust Holding Company — нигерийская финансовая холдинговая компания, созданная в 2021 году на основе Guaranty Trust Bank. Около 15 % активов приходится на другие страны Африки (Гана, Кения, Сьерра-Леоне, Гамбия, Либерия, Кот-д’Ивуар, Танзания, Уганда, Руанда), ещё 5 % — на дочерний банк в Великобритании. Сеть банка в Нигерии насчитывает 232 отделения. В списке крупнейших публичных компаний мира Forbes Global 2000 за 2016 год банк занял 1817-е место (с 2017 года выпал из списка).
Банк был основан в июле 1990 года. В 1996 году разместил свои акции на Нигерийской фондовой бирже, а в 2007 году — на Лондонской. В 2003 году были основаны дочерние банки в Гамбии и Сьерра-Леоне. В марте 2008 года была получена банковская лицензия для филиала в Великобритании. В 2013 году был куплен контрольный пакет акций Fina Bank Group.